# Jidášův polibek

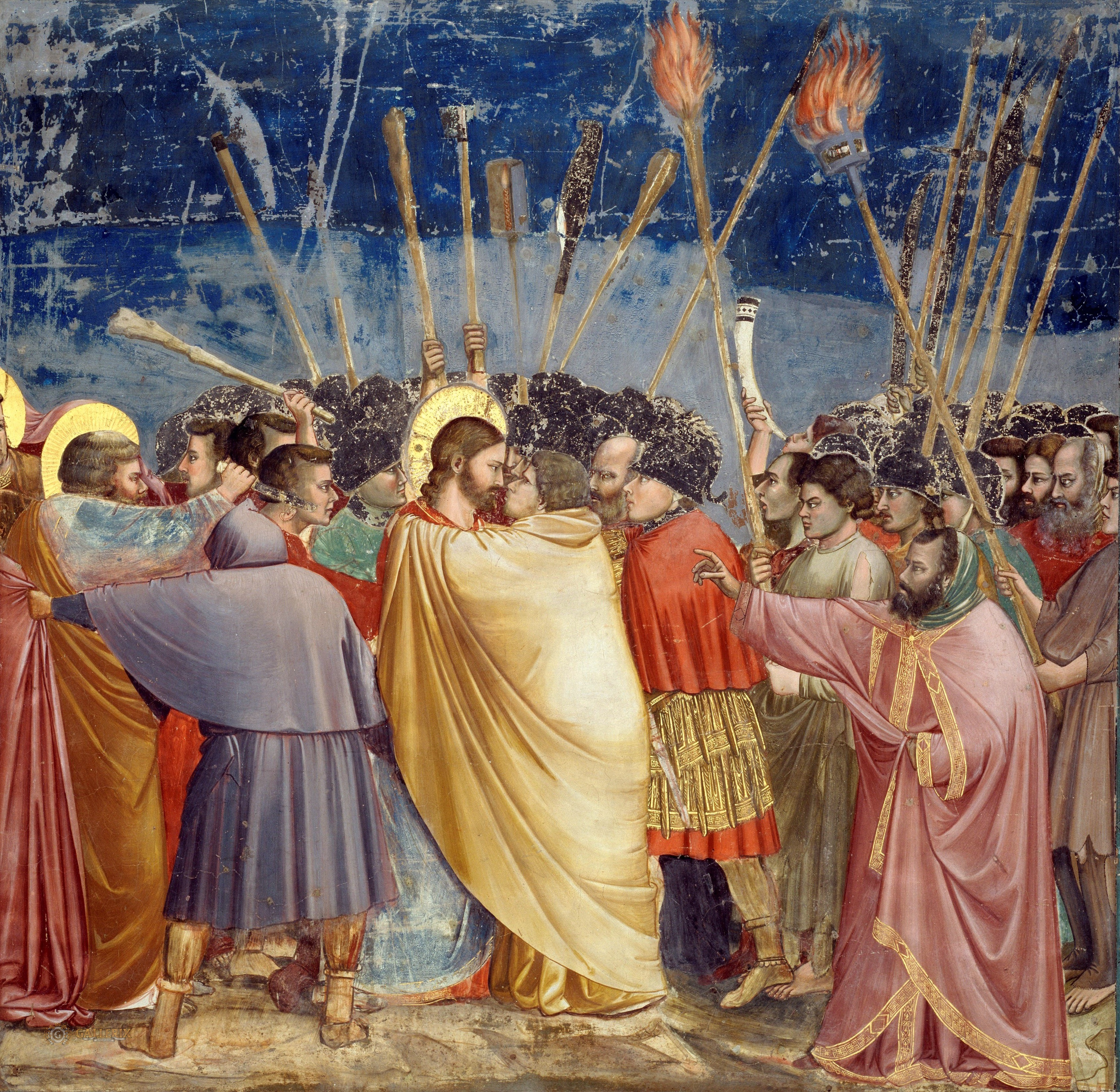
Jidášův polibek (1304–1306), Giottova freska, kaple Scrovegni, Padova, Itálie

Jidášův polibek, známý také jako Jidášova zrada, je čin, kterým Jidáš Iškariotský podle synoptických evangelií označil Ježíše zástupu s meči a holemi, který byl poslán od velekněží a starších lidu, a který ho přišel zatknout. Polibek Jidáš dává v Getsemanské zahradě po Poslední večeři a vede přímo k Ježíšovu zatčení pořádkovými silami Sanhedrinu. 
Satan vstoupil do Jidáše. Tehdy se Jidáš Iškariotský, jeden ze Dvanácti, rozhodne, že promluví. Jidáš se pak rozhodl promluvit s veleknězem a se všemi představiteli chrámové stráže, aby jim oznámil, jak se chystá Ježíše zradit. Všichni byli velmi potěšeni zprávou, kterou jim Jidáš právě sdělil, a tak se rozhodli, že mu za zradu Ježíše zaplatí.
V průběhu Ježíšova života v Novém zákoně jsou události jeho označení nepřátelskými silami a následné popravy přímo předpovězeny, když Ježíš předpovídá svou zradu a zároveň předpovídá svou smrt.
V širším slova smyslu může Jidášův polibek znamenat „akt, který se tváří jako akt přátelství, ale ve skutečnosti je pro příjemce újmou.“
V křesťanství se zrada Ježíše oplakává na Škaredou středu (Svatou středu) ve Svatém týdnu.

## V Novém zákoně
Jidáš byl Ježíšův učedník a jeden z původních dvanácti apoštolů. Většina apoštolů pocházela z Galileje, ale Jidáš pocházel z Judeje. Matoušovo – Mt 26, 47–50 (Kral, ČEP) i Markovo – Mk 14, 43–45 (Kral, ČEP) evangelium používají řecké sloveso καταφιλέω, katafileó, které znamená „políbit, pohladit; odlišné od φιλεῖν, philein; zejména milostný polibek.“ Je to stejné sloveso, které Plútarchos používá k popisu slavného polibku, který dal Alexandr Veliký Bagoovi. Složené sloveso (κατα-) „má sílu důrazného, okázalého pozdravu.“ Luteránský teolog Johann Bengel předpokládá, že Jidáš ho políbil „opakovaně“: „políbil ho vícekrát v rozporu s tím, co řekl v předchozím verši: φιλήσω, philēsō, ,jediný polibekʻ – Mt 26, 48 (Kral, ČEP), a učinil tak jakoby z láskyplného citu.“
Podle Matouše – Mt 26, 50 (Kral, ČEP) Ježíš odpověděl slovy: „Příteli, konej svůj úkol!“ Lukáš – Lk 22, 48 (Kral, ČEP) cituje Ježíšova slova: „Jidáši, políbením zrazuješ Syna člověka?“
Vzápětí následuje Ježíšovo zatčení.

## V liturgii
V božské liturgii svatého Jana Zlatoústého používá řecká pravoslavná církev tropar O tvé mystické večeři..., v němž hymnista slibuje Ježíši, že „...tě nepolíbí jako Jidáš...“. (...οὐ φίλημά σοι δώσω, καθάπερ ὁ Ἰούδας...): 
| „ | Τοῦ Δείπνου σου τοῦ μυστικοῦ, σήμερον, Υἱὲ Θεοῦ, κοινωνόν με παράλαβε· οὐ μὴ γὰρ τοῖς ἐχθροῖς σου τὸ Μυστήριον εἴπω· οὐ φίλημά σοι δώσω, καθάπερ ὁ Ἰούδας· ἀλλ’ ὡς ὁ Λῃστὴς ὁμολογῶ σοι· Μνήσθητί μου, Κύριε, ἐν τῇ βασιλείᾳ σου. | Z tvé tajemné večeře mě dnes přijmi, Synu Boží, jako podílníka, neboť nebudu mluvit o tajemství tvým nepřátelům, nepolíbím tě jako Jidáš, ale jako lotr tě vyznám: Pane, pamatuj na mě ve svém království. | “ |

## Komentář
Justus Knecht komentuje Jidášův polibek takto: 
Neodmítl jeho zrádný polibek: Dokonce ho i oslovil: „Příteli!“ „Vždycky jsem se k tobě choval jako ke svému příteli,“ chtěl tím naznačit, „proč tedy nyní přicházíš v čele mých nepřátel a zrazuješ mě jim polibkem!“ Toto láskyplné zacházení ze strany našeho Pána bylo pro nevděčného zrádce poslední hodinou milosti. Ježíš mu dal pochopit, že ho navzdory jeho hanebnému zločinu stále miluje a je připraven mu odpustit.
Cornelius a Lapide ve svém Velkém komentáři píše, 
Viktor z Antiochie říká: „Nešťastník dal polibek pokoje tomu, na kterého kladl smrtelné nástrahy.“ „Dával,“ říká pseudo-Jeromeus, „znamení polibku s jedem lsti.“ Navíc, ačkoli Kristus hluboce cítil a velmi ho bolela Jidášova zrada, přesto jeho polibek neodmítl a dal mu na oplátku polibek láskyplný. 1. „Aby se nezdálo, že se vyhýbá zradě“ (sv. Ambrož v Lk xxi. 45), ale ochotně ji a ještě větší potupy přijal kvůli nám. 2. Aby obměkčil a pronikl Jidášovo srdce; a 3. Aby nás naučil milovat naše nepřátele a ty, o nichž víme, že by proti nám zuřili (sv. Hilarius z Poitiers). Kristus totiž zrádce ne nenáviděl, ale miloval a jeho hřích ho zarmoutil víc než jeho vlastní zrada, a proto se ho snažil přivést k pokání.

## V oblasti umění
Tato scéna je téměř vždy zahrnuta, buď jako samotný polibek, nebo okamžik po něm, Ježíšovo zatčení, nebo obě scény dohromady (jak je uvedeno výše), v cyklech Život Krista v umění nebo Umučení Ježíše v různých uměleckých dílech. V některých byzantských cyklech je to jediná scéna před Ukřižováním. Mezi několik ukázek patří například:
- Pravděpodobně nejznámější je Giottův cyklus v kapli Scrovegniů v Padově
- Zatčení Krista od Caravaggia[16]
- Byzantská mozaika z šestého století v Ravenně
- Freska od Barna da Siena
- Socha představující Jidášův polibek se objevuje na pašijovém průčelí baziliky Sagrada Família v Barceloně

Jidášův polibek v umění
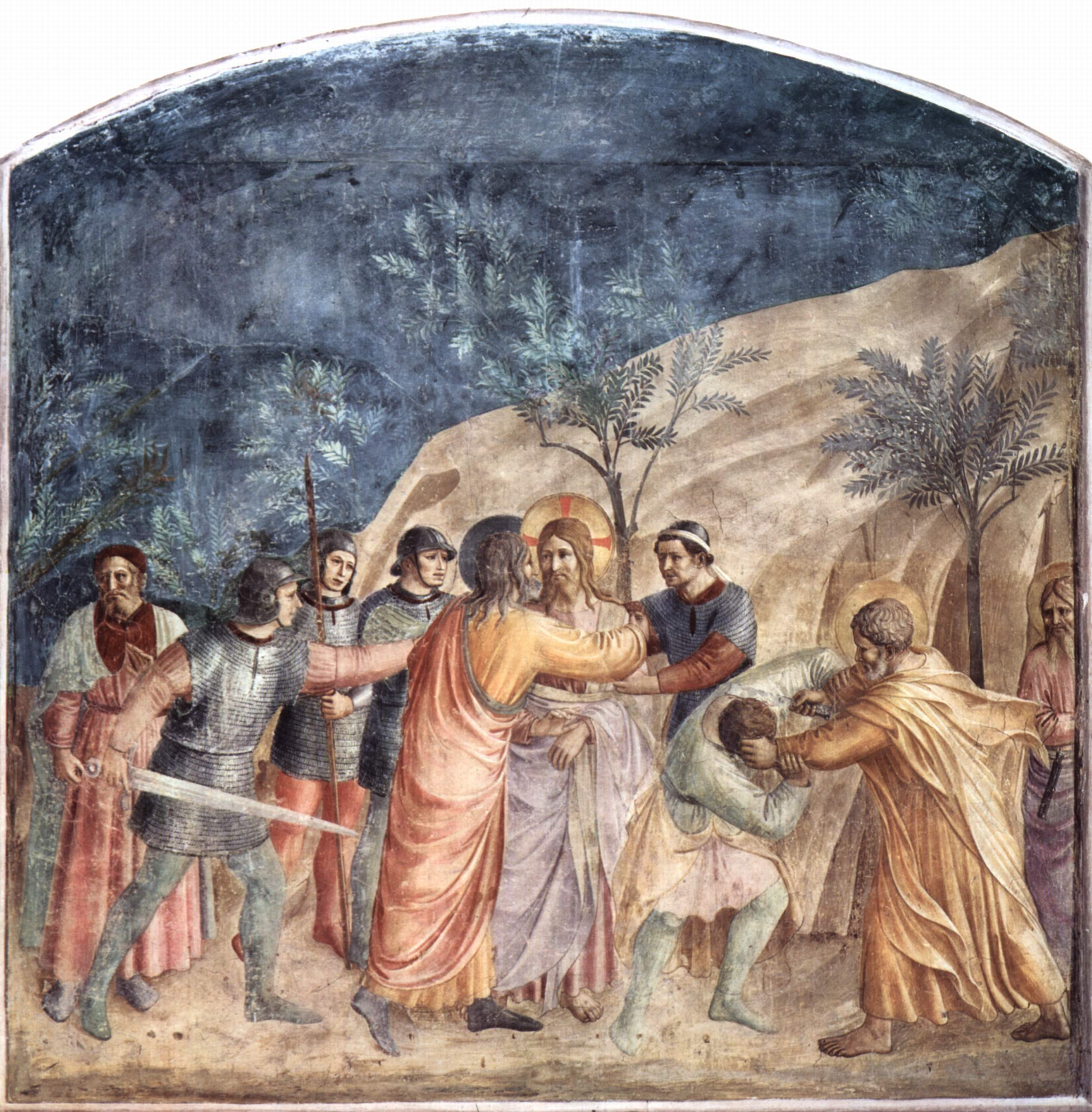
Freska Fra Angelico, San Marco, Florencie, 1437–1446
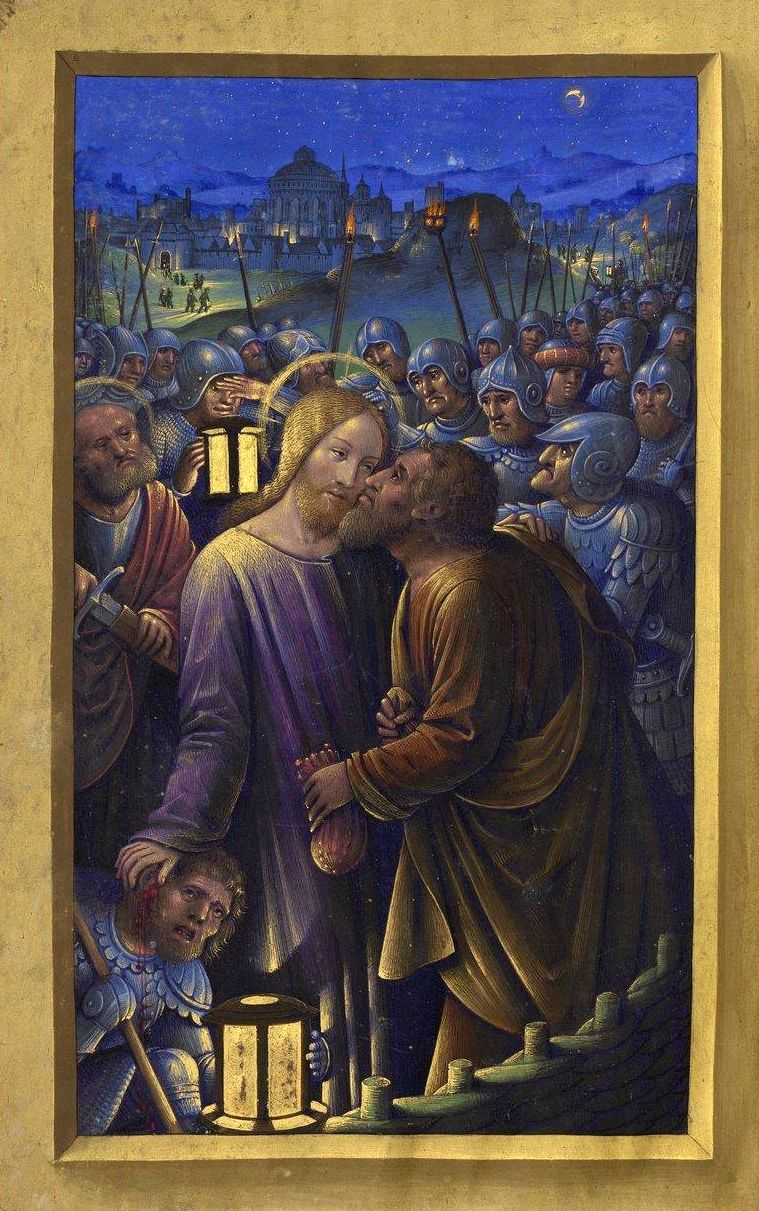
Jidáš zrazující Ježíše polibkem v Grandes Heures Anny Bretaňské z let 1503–1508
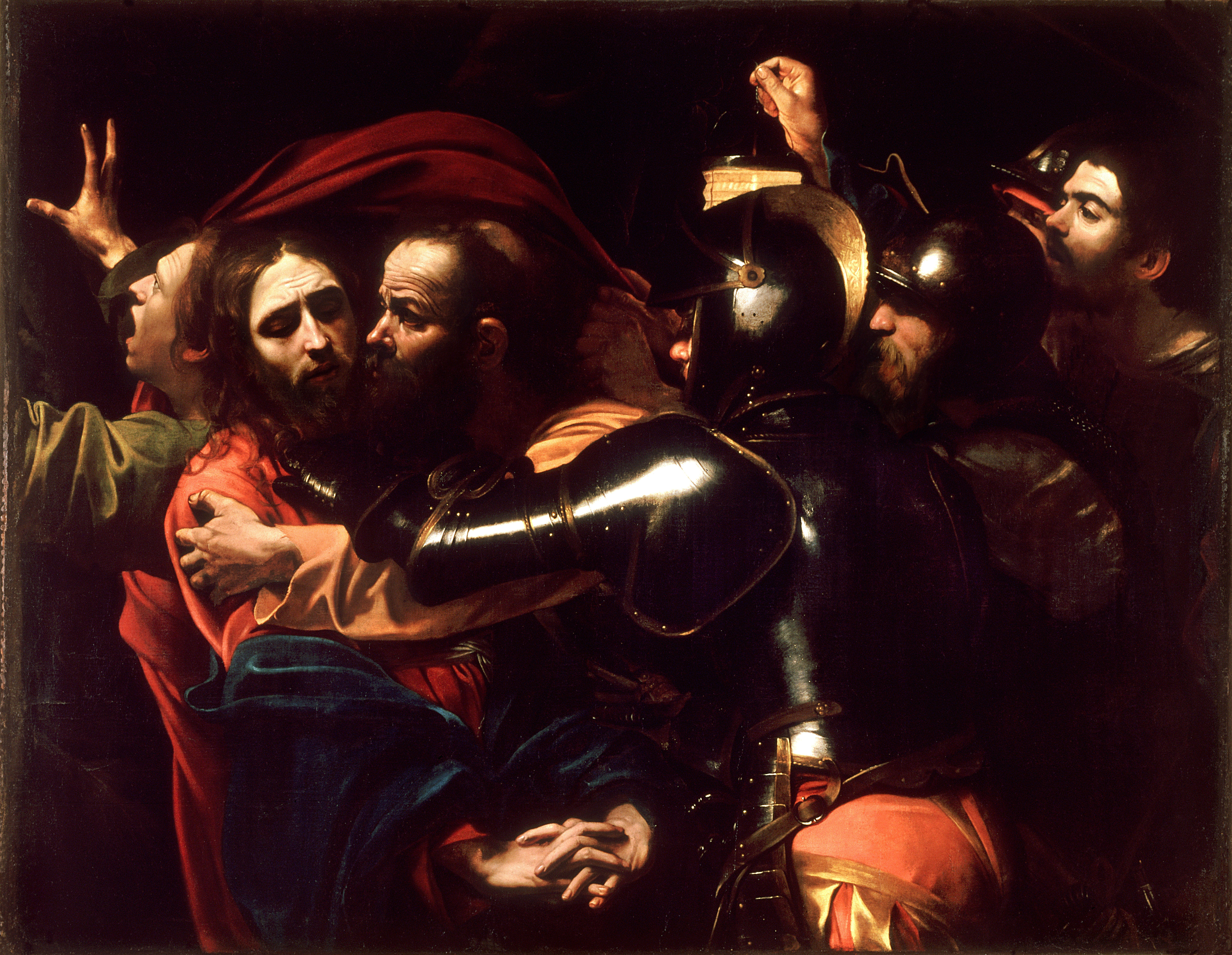
Uchopení Krista, Caravaggio, 1602
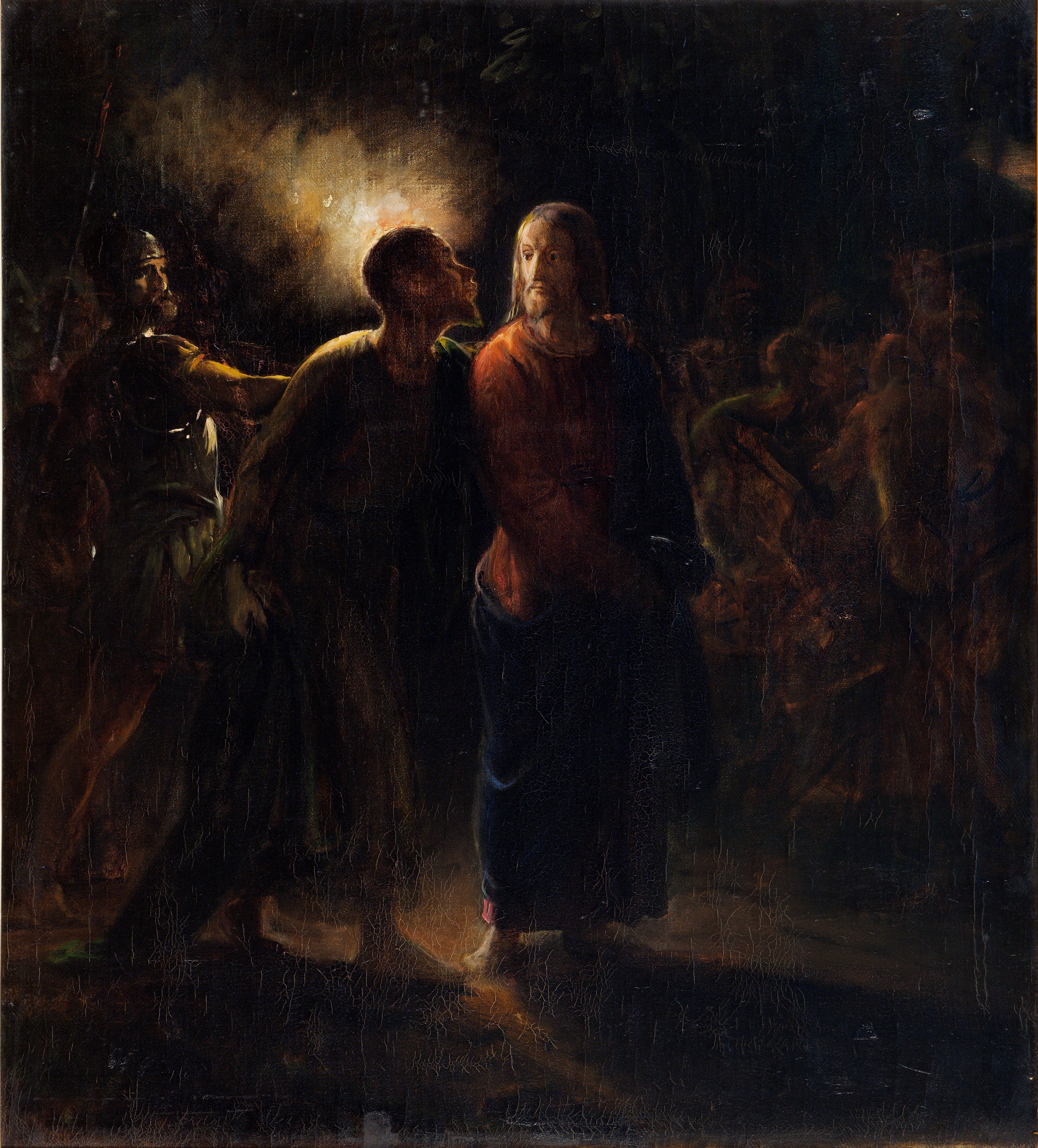
Wilhelm Marstrand, Jidášův polibek, nedatováno (mezi lety 1830 a 1873)
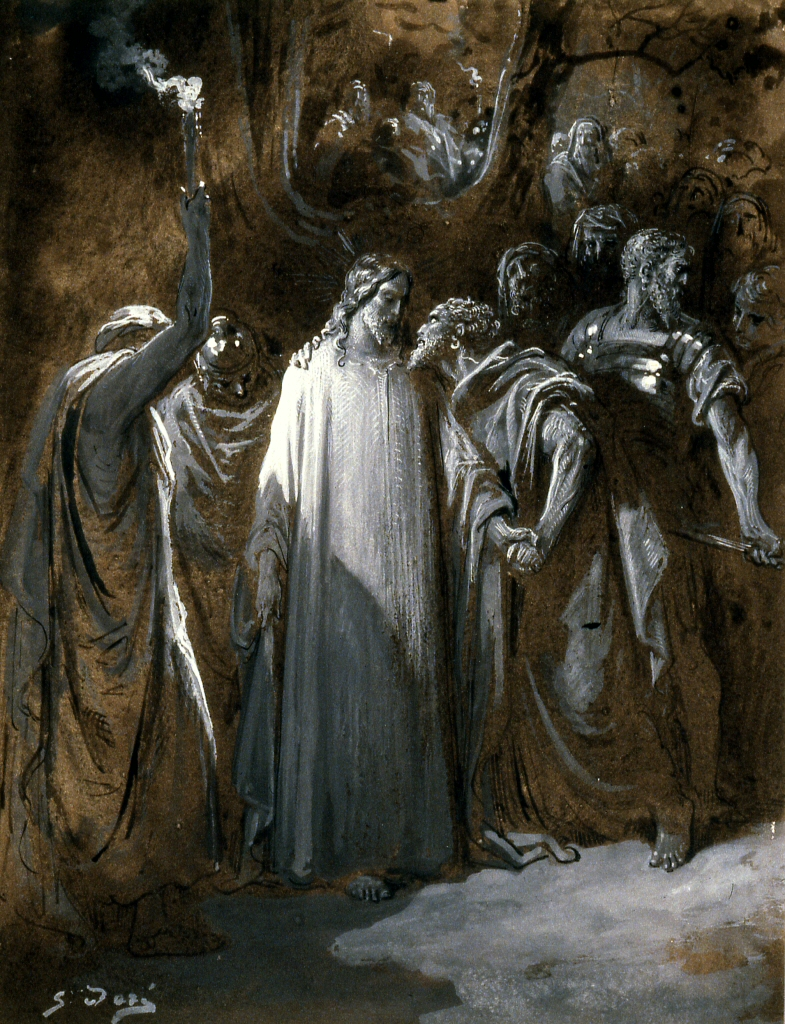
Studie Jidášova polibku, Gustave Doré, 1865
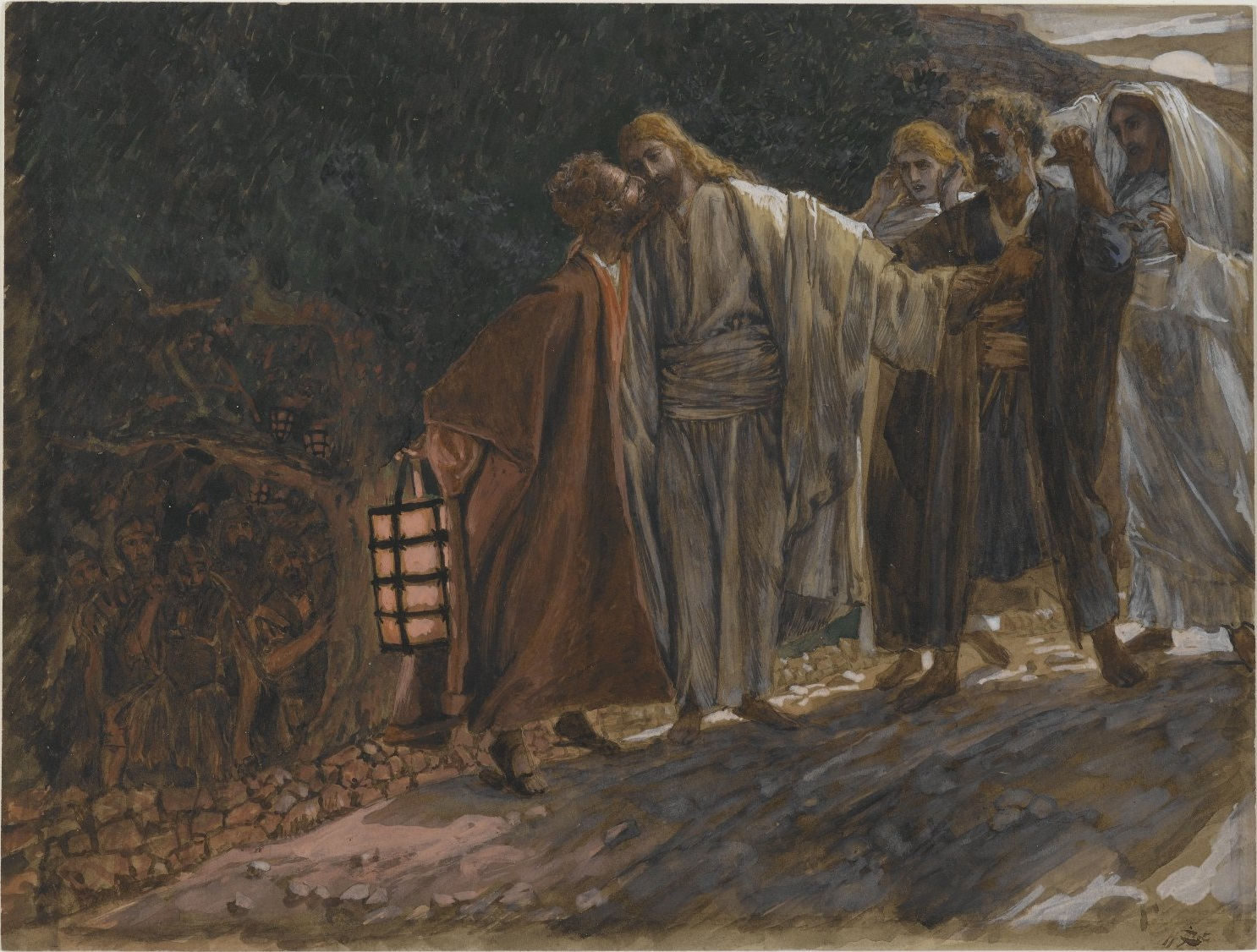
Jidášův polibek, James Tissot, Brooklynské muzeum, mezi lety 1886 a 1894